# Toma Simionov
Toma Simionov (Crişan, Tulcea, 30 de outubro de 1955) é um velocista romeno na modalidade de canoagem.

## Carreira
Foi vencedor da medalha de Ouro em C-2 1000 m em Moscovo 1980 e Los Angeles 1984 e de Prata em Los Angeles 1984 junto com o seu companheiro de equipe Ivan Patzaichin.